# 波城机场
波城机场，商业名称为波城比利牛斯机场（法語：Aéroport de Pau-Pyrénées），是法国西南部城市波城的城市客运机场，其主体部分位于于赞市镇范围内，距离波城市中心大约11公里。

## 历史
波城机场最初建成于1909年。1912年，法国空军利用波城机场开辟了一处基地。二战前夕，包括达索在内的多家航空器械制造商驻扎于波城地区。二战后，波城机场多次经历扩建及维护翻新，机场新航站楼于1985年建成。

## 航空公司与目的地
截至2024年12月，波城机场开行3条固定航线及3条季节性航线。
| 航空公司         | 目的地                           |
| ---------------- | -------------------------------- |
| 法国航空         | 巴黎-戴高乐                      |
| Chalair Aviation | 季节性：阿雅克肖、布雷斯特、凯里 |
| Twin Jet         | 里昂、马赛                       |

## 接驳交通
波城机场前方建有停车场，另有公交17路可直通波城市区。